# Генрих VIII (пьеса)
«Ге́нрих VIII» — пьеса Уильяма Шекспира, которая является одной из его исторических хроник, посвященных жизни английских монархов. 

## Сюжет
Сюжет «Генриха VIII» в основном построен вокруг первого бракоразводного процесса короля. Из доступных источников Шекспир знал, что первое упоминание об увлечении Генриха Анной Болейн, так же как и слухи о предстоящем разводе, относятся к 1526—1527 годам, а крещение Елизаветы, которое дало материал для заключительной сцены, состоялось в сентябре 1533. Однако автор использует в произведении два эпизода, которые не совпадают с этим периодом (один из них — расправа над Бекингемом, который был казнен в 1521 году, второй — столкновение Кранмера, архиепископа Кентерберийского с епископом Гардинером и другими титулованными особами, хотя исторически это событие имело место после крещения Елизаветы), но тем не менее органично вплетены в действии пьесы.
Центральным эпизодом пьесы является бракоразводный процесс Генриха с его первой женой Екатериной и брак с Анной Болейн. В этом эпизоде Шекспир наиболее полно раскрывает образ монарха.

## Авторство
Как писал крупнейший шекспировед Александр Аникст, «если вопросы текста, источников и датировки не представляют трудностей, то одна проблема, связанная с пьесой, имеет первостепенное значение — проблема авторства».
Она не вставала до середины XIX века. Даже Мелон, первым усомнившийся в принадлежности Шекспиру трилогии «Генрих VI», не подвергал сомнению, что «Генрих VIII» написан Шекспиром. Один лишь С. Джонсон ещё в середине XVIII века высказал предположение, что пролог и эпилог могли быть написаны Беном Джонсоном. Пьеса занимала незыблемое место в шекспировском каноне, пока в 1850 году английский исследователь Джемс Спеддинг не выступил с утверждением, что «Генрих VIII» — произведение двух авторов: Шекспира и Флетчера. Первый, по его мнению, написал только следующие части пьесы: 1, 1-2; II, 3-4; III, 2 (до момента ухода короля); V, 1. Остальные сцены, иначе говоря, две трети пьесы, будто бы принадлежат перу Флетчера.
В последнее время к такому же выводу приходят многие исследователи творчества Шекспира.

## Действующие лица
- Король Генрих VIII
- Кардинал Томас Уолси
- Кардинал Кампеджо
- Капуциус, посол императора Карла V
- Кранмер, архиепископ Кентерберийский
- Герцог Норфолк
- Герцог Бекингем
- Герцог Саффолк
- Граф Серри
- Лорд-камергер
- Лорд-канцлер
- Гардинер, епископ Винчестерский.
- Епископ Линкольнский
- Лорд Ебергенни.
- Лорд Сэндс
- Сэр Генри Гилфорд
- Сэр Томас Ловелл
- Сэр Энтони Денни
- Сэр Николас Вокс
- Секретарь Вулси
- Кромвель, служащий в Вулси
- Гриффит, маршал королевы Екатерины
- Три дворянина
- Доктор Бетс, королевский врач
- Первый герольд
- Управляющий герцога Бекингема
- Брэндон
- Судебный пристав
- Пилорус в зале совета
- Второй пилорус и его помощник
- Паж Гардинера
- Глашатай
- Королева Екатерина, жена короля Генриха
- Анна Болейн, её фрейлина, затем королева
- Пожилая леди, приятельница Анны Болейн
- Пэйшенс, служанка королевы Екатерины

Различные лорды и леди без слов; служанки королевы; духи (призраки), писцы, офицеры, стража, слуги.

## Место действия
Лондон, Вестминстер, Кимболтон.

## Экранизации
- 1911 — Генрих VIII[англ.], Великобритания, режиссёры Уильям Баркер[англ.], Герберт Бирбом Три В ролях: Артур Буршье[англ.] — Генрих VIII
- 1912 — Кардинал Уолси / Cardinal Wolsey. (США). Режиссёры Джеймс Стюарт Блэктон, Лоуренс Тримбл. Фильм основан на сюжете пьесы Шекспира
- 1979 — Известная история из жизни короля Генриха VIII  / The Famous History of the Life of King Henry the Eight, США, Великобритания (ТВ), режиссёр Уильям Баркер[англ.]. В роли Генриха VIII — Джон Страйд[англ.]. Эпизод телесериала BBC Television Shakespeare
- 1991 — Генрих VIII / Henry VIII (ТВ) (фильм-опера) Франция, музыка Камиля Сен-Санса, режиссёр Пьер Джордан[англ.]. В роли Генриха VIII — Филипп Руйон
- 2012 — Генрих VIII / Henry VIII, Великобритания, режиссёр Марк Розенблатт. В роли Генриха VIII — Доминик Роуэн[англ.]. Телеспектакль Шекспировского «Глобуса»